# Alvin Scott
Alvin Leroy Scott (nacido el 14 de septiembre de 1955 en Cleveland, Tennessee) es un exjugador de baloncesto estadounidense que disputó ocho temporadas en la NBA, además de jugar en la liga ACB. Con 2,01 metros de estatura, jugaba en la posición de alero.

## Trayectoria deportiva

### Universidad
Jugó durante cuatro temporadas con los Golden Eagles de la Universidad Oral Roberts, en las que promedió 6,7 puntos y 6,8 rebotes por partido. En 1977 estableció el récord de tapones de su universidad.

### Profesional
Fue elegido en el puesto 136 del Draft de la NBA de 1977 por Phoenix Suns, donde jugó durante ocho temporadas como suplente. La mejor de ellas a nivel estadístico fue la temporada 1978-79, en la que promedió 6,7 puntos y 4,4 rebotes por partido.
Fue despedido antes del comienzo de la temporada 1985-86, y tras unas accidentadas negociaciones, termina fichando por el Grupo IFA Español de la liga ACB, pero únicamente disputaría 10 minutos de un partido, en el que únicamente anotó 2 puntos.

## Estadísticas de su carrera en la NBA

### Temporada regular
| Temporada | Edad | Equipo       | Liga | P   | TIT | MIN  | TC  | TCA | %TC  | 3P  | 3PA | %3P  | TL  | TLA | %TL  | R.OF. | R.DEF. | REB | ASIS | ROB | TAP | PER | FP  | PTS |
| 1977-78   | 22   | Phoenix Suns | NBA  | 81  |     | 19.0 | 2.2 | 4.6 | .488 |     |     |      | 1.6 | 2.4 | .691 | 1.7   | 2.7    | 4.4 | 1.1  | 0.6 | 0.5 | 1.0 | 2.0 | 6.1 |
| 1978-79   | 23   | Phoenix Suns | NBA  | 81  |     | 21.4 | 2.6 | 4.9 | .535 |     |     |      | 1.5 | 2.1 | .714 | 1.3   | 3.2    | 4.4 | 1.6  | 1.0 | 0.8 | 1.2 | 1.7 | 6.7 |
| 1979-80   | 24   | Phoenix Suns | NBA  | 79  |     | 16.5 | 1.6 | 3.8 | .422 | 0.0 | 0.0 | .333 | 1.2 | 1.5 | .779 | 1.1   | 1.8    | 2.9 | 1.2  | 0.6 | 0.7 | 1.2 | 1.3 | 4.4 |
| 1980-81   | 25   | Phoenix Suns | NBA  | 82  |     | 17.4 | 2.1 | 4.2 | .497 | 0.0 | 0.1 | .167 | 1.2 | 1.5 | .764 | 1.2   | 2.0    | 3.3 | 1.4  | 0.7 | 0.9 | 0.9 | 1.5 | 5.4 |
| 1981-82   | 26   | Phoenix Suns | NBA  | 81  | 38  | 21.5 | 2.3 | 4.7 | .497 | 0.0 | 0.0 | .000 | 1.3 | 1.8 | .730 | 1.2   | 2.4    | 3.6 | 1.8  | 0.7 | 0.9 | 1.2 | 2.1 | 6.0 |
| 1982-83   | 27   | Phoenix Suns | NBA  | 81  | 9   | 14.1 | 1.5 | 3.2 | .479 | 0.0 | 0.0 | .000 | 1.0 | 1.4 | .736 | 0.7   | 2.0    | 2.8 | 1.2  | 0.6 | 0.4 | 0.8 | 1.6 | 4.1 |
| 1983-84   | 28   | Phoenix Suns | NBA  | 65  | 5   | 11.3 | 0.8 | 1.9 | .444 | 0.0 | 0.0 | .500 | 0.9 | 1.1 | .778 | 0.4   | 1.1    | 1.5 | 0.7  | 0.3 | 0.3 | 0.6 | 1.3 | 2.6 |
| 1984-85   | 29   | Phoenix Suns | NBA  | 77  | 18  | 16.1 | 1.4 | 3.4 | .429 | 0.0 | 0.1 | .200 | 0.7 | 1.0 | .716 | 0.6   | 1.5    | 2.1 | 1.6  | 0.5 | 0.3 | 0.8 | 1.6 | 3.6 |
| Total     |      |              | NBA  | 627 | 70  | 17.3 | 1.9 | 3.9 | .481 | 0.0 | 0.0 | .200 | 1.2 | 1.6 | .733 | 1.1   | 2.1    | 3.2 | 1.4  | 0.6 | 0.6 | 1.0 | 1.6 | 4.9 |

### Playoffs
| Temp.   | Edad | Equipo       | Liga | P  | MIN | TCA | TC  | 3PA | 3P | TLA | TL | R.OF. | REB | ASIS | ROB | TAP | PER | FP | PTS | %TC  | %3P   | %FT   | MIN  | PTS | REB | AST |
| 1977-78 | 22   | Phoenix Suns | NBA  | 2  | 37  | 4   | 8   |     |    | 5   | 6  | 2     | 6   | 3    | 2   | 0   | 2   | 3  | 13  | .500 |       | .833  | 18.5 | 6.5 | 3.0 | 1.5 |
| 1978-79 | 23   | Phoenix Suns | NBA  | 15 | 217 | 20  | 52  |     |    | 13  | 21 | 14    | 42  | 22   | 6   | 16  | 14  | 20 | 53  | .385 |       | .619  | 14.5 | 3.5 | 2.8 | 1.5 |
| 1979-80 | 24   | Phoenix Suns | NBA  | 8  | 140 | 17  | 33  | 0   | 2  | 4   | 8  | 8     | 22  | 10   | 4   | 5   | 7   | 8  | 38  | .515 | .000  | .500  | 17.5 | 4.8 | 2.8 | 1.3 |
| 1980-81 | 25   | Phoenix Suns | NBA  | 7  | 120 | 14  | 30  | 0   | 0  | 10  | 15 | 8     | 19  | 7    | 4   | 6   | 7   | 6  | 38  | .467 |       | .667  | 17.1 | 5.4 | 2.7 | 1.0 |
| 1981-82 | 26   | Phoenix Suns | NBA  | 7  | 127 | 14  | 32  | 0   | 4  | 4   | 8  | 8     | 16  | 14   | 8   | 13  | 5   | 12 | 32  | .438 | .000  | .500  | 18.1 | 4.6 | 2.3 | 2.0 |
| 1982-83 | 27   | Phoenix Suns | NBA  | 3  | 62  | 6   | 13  | 0   | 0  | 2   | 2  | 4     | 12  | 5    | 2   | 5   | 4   | 6  | 14  | .462 |       | 1.000 | 20.7 | 4.7 | 4.0 | 1.7 |
| 1983-84 | 28   | Phoenix Suns | NBA  | 16 | 111 | 10  | 26  | 1   | 1  | 4   | 6  | 10    | 24  | 7    | 2   | 2   | 7   | 14 | 25  | .385 | 1.000 | .667  | 6.9  | 1.6 | 1.5 | 0.4 |
| 1984-85 | 29   | Phoenix Suns | NBA  | 3  | 64  | 3   | 12  | 0   | 1  | 5   | 6  | 3     | 8   | 10   | 1   | 4   | 6   | 8  | 11  | .250 | .000  | .833  | 21.3 | 3.7 | 2.7 | 3.3 |
| Total   |      |              | NBA  | 61 | 878 | 88  | 206 | 1   | 8  | 47  | 72 | 57    | 149 | 78   | 29  | 51  | 52  | 77 | 224 | .427 | .125  | .653  | 14.4 | 3.7 | 2.4 | 1.3 |